# Comuna de Osjaków
Osjaków (polaco: Gmina Osjaków) é uma gminy (comuna) na Polónia, na voivodia de Lodz e no condado de Wieluński. A sede do condado é a cidade de Osjaków.
De acordo com os censos de 2004, a comuna tem 4743 habitantes, com uma densidade 47,1 hab/km².

## Área
Estende-se por uma área de 100,74 km², incluindo:
- área agricola: 58%
- área florestal: 36%

## Demografia
Dados de 30 de Junho 2004:
|                      | Total   | Total | Mulheres | Mulheres | Homens  | Homens |
| -------------------- | ------- | ----- | -------- | -------- | ------- | ------ |
|                      | pessoas | %     | pessoas  | %        | pessoas | %      |
| População            | 4743    | 100   | 2390     | 50,4     | 2353    | 49,6   |
| Densidade (pop./km²) | 47,1    | 100   | 23,7     | 23,7     | 23,4    | 23,4   |

De acordo com dados de 2002, o rendimento médio per capita ascendia a 1367,27 zł.

## Subdivisões
Borki Walkowskie, Chorzyna, Czernice, Dębina, Dolina Czernicka, Drobnice, Felinów, Gabrielów, Jasień, Józefina, Kolonia Raducka, Krzętle, Kuźnica Ługowska, Kuźnica Strobińska, Nowa Wieś, Osjaków, Raducki Folwark, Raduczyce, Walków, Zofia.

## Comunas vizinhas
- Kiełczygłów, Konopnica, Ostrówek, Rusiec, Siemkowice, Wieluń, Wierzchlas